# Jacques Isoré
Pour les articles homonymes, voir Isoré.
Jacques Isoré, né le 16 janvier 1758 à Cauvigny et mort le 11 juin 1839 à Liancourt, est un révolutionnaire et un homme politique français, député de 1792 à 1795.

## Biographie
Isoré exerce la profession de cultivateur à La Rue-Saint-Pierre avant la Révolution française. En 1789 il se rallie avec ferveur aux idées nouvelles et se faire élire président du District de Clermont. 
Le 5 septembre 1792 il est élu député de l'Oise à la Convention, le dixième sur douze, par 228 voix sur 427 votants. À Paris il s'installe sur les bancs de la Montagne. Lors du procès du roi, Isoré vote contre l'appel au peuple, pour la mort et contre le sursis. 
Le 1er août 1793, il est envoyé en mission dans l'Oise et l'Aisne. Il y prend des mesures contre les prêtres réfractaires. Un mois plus tard la Convention l'envoie auprès de l'armée du Nord. Avec son collègue Chasles il tente de mettre sur pied une armée dans le département du Nord. Félicité par le ministre de la Guerre Bouchotte, il parvient à lever ces troupes et les lance contre Douai. Cette armée obtient quelques succès, mais se livre à de tels excès que les représentants Florent-Guiot et Hentz la dénoncent au Comité de salut public qui la dissout.
Isoré poursuit sa mission dans le Nord jusqu'au printemps 1794 et y fait preuve d'une grande rigueur jacobine. 
De retour à Paris, il effectue le 3 floréal an II (22 avril 1794) un rapport sur l'agriculture et l'approvisionnement de la capitale. Le 16 floréal (5 mai), ses collègues l'élisent premier secrétaire de la Convention sous la présidence de Carnot. 
Isoré approuve le 9 thermidor et se voit ensuite chargé du ravitaillement de Paris. Au printemps 1795 il est renvoyé en mission en Eure-et-Loir. Absent lors de l'insurrection du 1er prairial an III, il approuve la répression anti-sans culotte effectuée par la Convention. 
À la fin de son mandat Isoré n'est pas réélu et abandonne la vie politique. Le 3 fructidor an VII (20 août 1799) le Directoire le nomme commissaire central de l'administration de l'Oise. Il perd son poste quelques semaines plus tard avec le 18 brumaire.
Isoré ne fait pas parler de lui sous Napoléon, ce qui ne lui évite pas le bannissement en 1816 pour régicide. Exilé à La Haye, il est amnistié par Louis XVIII le 26 décembre 1818. Il rentre en France et meurt à Liancourt sous la Monarchie de Juillet.

## Source
- « Jacques Isoré », dans Adolphe Robert et Gaston Cougny, Dictionnaire des parlementaires français, Edgar Bourloton, 1889-1891 [détail de l’édition]